# وزارة الدفاع (الإمارات العربية المتحدة)
وزارة الدفاع في دولة الإمارات العربية المتحدة هي وزارة حكومية عسكرية ، تأسست الوزارة في 9 ديسمبر 1971 وتتولى وزارة الدفاع الإشراف على القوات المسلحة الإماراتية ، وزير الدفاع حالياً هو ولي عهد إمارة دبي الشيخ حمدان بن محمد بن راشد آل مكتوم.

## وزراء الدفاع

### وزراء دفاع دولة الإمارات العربية المتحدة منذ 9 ديسمبر 1971
|   | الإسم                                | الصورة | فترة تولي المنصب | فترة تولي المنصب |
| - | ------------------------------------ | ------ | ---------------- | ---------------- |
| 1 | الشيخ محمد بن راشد آل مكتوم          |        | 9 ديسمبر 1971    | 14 يوليو 2024    |
| 2 | الشيخ حمدان بن محمد بن راشد آل مكتوم |        | 14 يوليو 2024    | حتى الآن         |